# Prix Erwin-Stresemann
Le Prix Erwin-Stresemann (en allemand : Erwin-Stresemann-Preis) est un prix ornithologique attribué régulièrement par la Deutsche Ornithologen-Gesellschaft, la société allemande des ornithologues. Ce prix est attribué en l'honneur de Erwin Stresemann.

## Lauréats
Les lauréats sont :
- 1973 Eberhard Gwinner (pour Circannuale Periodik bei Zugvögeln). J. Ornithol. 115: 495.
- 1977 Wolfgang Wiltschko (pour Magnetkompass Gartengrasmücke). J. Ornithol. 119: 128.
- 1982 Bernd Leisler (pour Habitattrennung mitteleuropäischer Rohrsänger). J. Ornithol. 124: 97.
- 1988 Dominique Homberger (pour Funktionelle Morphologie des Mundbereichs der Papageien).J. Ornithol. 130: 139.
- 1993 Matthias Starck (pour Ontogenese Nestflüchter-Nesthocker). J. Ornithol. 135: 253.
- 1995 Lukas Jenni (pour Herbstzug Ringdrossel). J. Ornithol. 137: 277.
- 1997 Andreas Helbig (pour Molekulare Phylogenie der Sylviidae). J. Ornithol. 139: 105.
- 2001 Klaas Felix Jachmann (pour Ökologie und Systematik des Stresemann-Buschhähers). J. Ornithol. 143: 116.
- 2003 Daniel Schmidt, Mössingen (pour Philopatrie Fischadler). Vogelwarte 42: 274-276.
- 2007 Mathias Helb, Frankfurt (pour Stoffwechsel Mäusebussard)